# 천리안 2호
정지궤도복합위성 2A·2B(Geostationary Korea Multi Purpose Satellite-2A, 2B, GEO-KOMPSAT, GK-2A, GK-2B)는 대한민국의 한국항공우주연구원에서 개발중인 정지궤도 인공위성이다. 기상관측위성인 정지궤도복합위성 2A와 해양ㆍ환경관측위성인 정지궤도복합위성 2B로 구분되며, 두 위성은 공통적인 시스템 및 본체 설계가 적용되지만 서로 다른 탑재체를 탑재하여 임무가 나뉜다. 천리안 위성의 개발경험 및 확보기술을 바탕으로 임무연속성 유지 및 지속적인 국내 정지궤도 위성수요에 대한 독자개발기술 확보를 목적으로 개발중이며, 정지궤도복합위성 시스템 및 본체, 지상국은 국내 주도로 개발하고, 기상탑재체는 해외구매, 해양 및 환경탑재체는 해외공동개발방식으로 추진할 예정이다

## 역사
정지궤도복합위성 개발 계획이 가장 처음 설정된 것은 2005년 우주개발중장기기본계획 수정 (안) 에서로, 통신해양기상위성의 후속 위성으로 예정되었으며 탑재체는 미정이었다. 그 뒤 천리안 위성의 개발이 마무리되어갈 즈음에, 2007년 12월부터 2008년 12월까지 정지궤도복합위성에 탑재될 기상, 환경, 해양탑재체에 대한 기획연구를 진행하였고, 교육과학기술부는 2009년 상반기 한국과학기술기획평가원 예비타당성조사에 정지궤도 복합위성 개발사업을 제출하였다. 그러나 선행위성 발사를 통한 기술적 불확실성의 해소, 동 사업 진행을 통한 위성본체 기술자립화 달성여부, 투입 비용 대비 발생 편익의 규모 등의 문제로 미시행 결론이 도출되었다. 그 뒤 교육과학기술부는 정지궤도복합위성개발사업에서 쟁점이 되었던 부분을 수정하여 2010년 다시 제출하였고, 수시 예비타당성조사를 신청하였고, 한국과학기술기획평가원에서는 천리안 위성의 성공으로 기술적 불확실성이 감소하였으며 임무의 연속성 측면에서 타당성이 제고되었고, 이전 계획에 비해 보완이 진행되었으므로 시행 결론을 내렸다.
그 뒤, 2011년 7월에 본격적으로 정지궤도복합위성 개발사업에 착수하였고, 2012년 3월에는 시스템요구사항검토회의(SRR)를 개최한 것에 이어 2013년 2월에는 시스템설계검토회의 (SDR)를 개최하였다. 또한 2013년 2월에 기상탑재체를 미국의 ITT 엑셀리스 (ITT Exellis) 사와 계약한 것을 시작으로 5월에는 미국 BATC사와 환경탑재체 해외공동개발을 계약하였고, 7월에는 프랑스 아스트리움 사와 해양탑재체 해외공동개발을 계약하였다. 또한 2013년 6월에는 유관기관인 미래부, 환경부, 해수부, 기상청이 함께 정지궤도복합위성 개발 및 활용협력을 위한 업무협약 (MOU) 을 체결하였다. 2013년 10월에는 기상탑재체 요구사항검토회의(SRR)를 개최하였으며, 10월과 11월에 각각 환경탑재체와 해양탑재체 시스템설계검토회의(SDR)를 개최하였다.
그리고 2018년 12월 5일에 천리안2A호 발사성공. 이후 2020년 2월 19일에 천리안 2B호의 발사에 성공했다.

## 정지궤도복합위성 2A

### 기상탑재체
정지궤도복합위성 2A에 탑재될 기상탑재체는 미국의 ITT 엑셀리스 사에서 개발하는 AMI (Advanced Meteo Imager) 로, 이는 같은 회사에서 개발하여 NOAA의 GOES-R에 탑재되는 ABI (Advanced Baseline Imager), 일본의 히마와리-8에 탑재될 AHI (Advanced Himawari Imager) 와 거의 동일한 탑재체이다. 이 기상탑재체는 천리안에 탑재되었던 기상탑재체에 비해 채널 수는 3배 이상 (5개 채널 → 16개 채널), 공간해상도는 2배 (적외 채널: 4 km → 2 km), 전구영상 촬영모드의 관측 소요시간은 3배 이상 (30분 → 10분), 관측주기는 18배 (1회 / 3시간 → 6회 / 1시간) 향상된다. 또한 천리안 위성의 기상탑재체와 달리 RGB 채널 합성을 통한 컬러 영상을 얻을 수 있어 활용도가 높고, 수명 역시 기존의 7년에서 향상된 10년에 달한다. 이를 통해 기상탑재체의 목적인 천리안위성 기상임무의 연속성 확보, 고품질 기상위성 관측 자료의 안정적 제공, 실시간 자료활용 및 예보 현업지원 강화, 실황 예보지원 강화를 위한 관측주기 및 해상도 향상, 위험기상 (폭우, 폭설, 태풍 등) 조기탐지를 통한 기상재해 경감, 적극적인 국가재난 안전관리 체계의 구축, 장기간, 연속적 기상관측자료 (대기복사, 지면 식생정보, 해수면 온도 등) 확보를 통한 기후변화 감시를 달성할 수 있다.

### 우주기상탑재체
우주기상탑재체는 정지궤도복합위성 2A에 기상탑재체와 함께 탑재되는 것으로, 우주 폭풍이나 방사선 환경, 무선 통신 등을 24시간 감시하는 역할을 수행한다. 경희대학교에서 개발한 KSEM (Korean Space Environment Monitor) 이 탑재되며, 입자검출기와 자력계, 위성대전감시기로 구성된다. 입자검출기는 지구자기장에 포획된 100 keV ~ 2 MeV의 에너지를 가진 입자를 검출하며, 총 3개가 장착된다. 자력계는 우주 기상 변화에 따른 지구자기장의 변화를 측정하며 총 2개의 센서가 장착되고, 위성대전감시기는 고에너지 입자로 인해 위성에 전하가 축적되는 상황을 감시한다.

## 정지궤도복합위성 2B

### 해양탑재체
정지궤도복합위성 2B에 탑재될 해양탑재체는 GOCI-II(Geostationary Ocean Color Imager-II)로 1, 000m 공간해상도로 일 1회 반구 및 250m 해상도로 일 10회 동북아시아 지역을 관측하게 된다
GOCI-II 관측 정보는 2020년 10월부터 제공할 예정이다. 적조·녹조 등 해양환경 정보는 검증을 거친 후 순차적으로 제공될 예정이다.

### 환경탑재체
정지궤도복합위성 2B에 탑재될 환경탑재체는 미국 BATC(Ball Aerospace & Technologies Corporation)사와 공동 개발하는 GEMS (Geostationary Environment Monitoring Spectrometer) 으로, 5,000 × 5,000 km 범위의 동아시아 지역의 환경 변화를 관측하게 된다. 관측파장대역은 300 ~ 500 nm이고, 초분광을 사용해 에어로솔, 오존, 이산화질소, 이산화황, 포름알데하이드 등의 현황을 관측할 수 있다.
미세먼지 유발물질 등 대기환경 정보는 2021년 1월부터 제공할 예정이다.

## 같이 보기
- 천리안 (위성)